# Torvald Gahlin

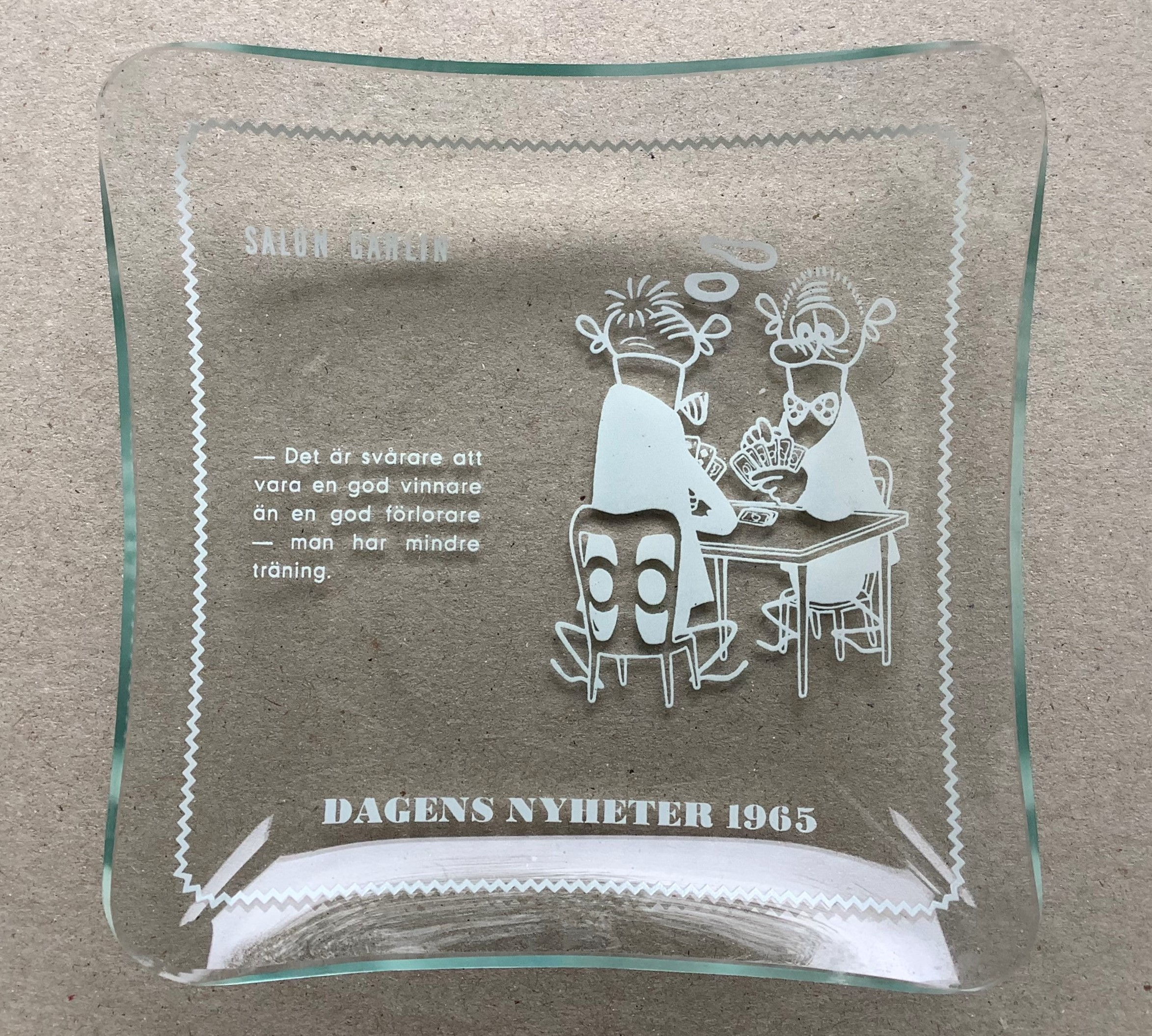
Salon Gahlin-askfat för Dagens Nyheter, 1965.

Hans Thorvald Gahlin, född den 14 mars 1910 i Göteborg, död där den 14 februari 2006, var en svensk serie- och skämttecknare. Han bidrog med skämtteckningar i bland annat Dagens Nyheter och med serierna Klotjohan (1934–1970) och Fredrik (1934–1973, Göteborgs Handels- och Sjöfartstidning).

## Biografi
Torvald Gahlin var son till Hans Gahlin och Selma Andersdotter. Han bodde en lång tid i en villa i Långedrag och var känd för att spritsa fram sina tuschfigurer under nattens mörka timmar. Gahlin debuterade som tidningstecknare 1933 och blev fast anställd vid Dagens nyheter 1937. Som tecknare medverkade han även i Söndagsnisse-Strix, Morgontidningen i Göteborg 1933–1949 och Vårt Hem 1935–1940. Gahlin medverkade i 43 år (1932–1975) dagligen med sina karaktäristiska skämtteckningar i Dagens Nyheter under vinjetten Salon Gahlin på sidan Namn och Nytt. Han tecknade också serierna Klotjohan (1934–1970) och Fredrik (1934–1973); den senare i Göteborgs Handels- och Sjöfartstidning.
Han medverkade i utställningen Humor och satir på Liljevalchs konsthall och i Tidningstecknarnas utställning på Göteborgs konsthall samt i utställningen Nutida svenska karikatyrer på Nationalmuseum Efter visningen i Stockholm överfördes hela utställningen till Amerika, där den visades i åtskilliga städer. Gahlin var huvudsakligen verksam som tecknare men målade även oljemålningar i en naivistisk stil.
Gahlins aforismer citerades ofta och en del levde vidare av egen kraft. 
Gahlin illustrerade bland annat Max Gorosch Lär er spanska 1950, Psykologi till vardags, Den svenska ungdomsbrottsligheten samt en spansk språkkurs. Han gjorde även teckningar till Hjalmar Gullbergs diktsamling Ensamstående bildad herre från 1943, som berättade om adjunkten Örtstedt.
Gahlins skämtteckningar har ofta ett begränsat samspel mellan bilden och den torroliga och gärna lätt filosofiska texten. Det har sagts att man skulle kunna ta ett slumpvis urval Gahlin-bilder, klippa isär text och bild och sedan klistra ihop dem i blindo utan att förstöra särskilt många av poängerna. Detta hindrar dock inte att Gahlins figurer – i regel med stora runda huvuden och tunna spindelliknande ben – kan vara mycket grafiskt uttrycksfulla. Ett exempel på en rätt typisk replikväxling mellan ett par "Gahlin-gubbar":
– Pensionatsvärdinnan har en hund.

– Att hon har råd.

– Ja, skatten är ju kännbar förstås, men han är inte bortskämd. Han äter samma mat som gästerna.
Exempel på Salon Gahlin-fundering:
Det gäller att ha mod att vara den man är. Och inte tappa modet för att man är den man är.
Ett undantag från regeln om det bristande sambandet mellan text och bild är serien om det lilla trollet Klotjohan, som började publiceras i veckotidningen Vårt Hem i januari 1936 och även gick ett tag i Dagens Nyheter från 1958. Några strippar kom i bokform på Åhlén & Åkerlund 1940.
Det finns flera samlingar av Gahlin-bilder i bokform, han gav under flera år ut samlingen Salon Gahlin där han visade ett urval av årets bästa teckningar och Gahlins bästa (Bonniers 1947).

## Utmärkelser
- 1969 – Göteborgs stads förtjänsttecken
- 1970 – Svenska Serieakademins Adamsonstatyett[3]